# Xinyuan (Taïwan)
Pour les articles homonymes, voir Xinyuan.
Xinyuan (chinois traditionnel : 新園鄉 ; pinyin : Xīnyuán xiāng) est une commune du comté de Pingtung située sur l'île de Taïwan.

## Géographie

### Démographie
Selon les statistiques du bureau d'enregistrement des ménages de Donggang du comté de Pingtung, d'ici la fin de 2021, le canton de Xinyuan comptera environ 12 000 ménages et une population d'environ 33 000. Les villages avec les plus grandes et les plus petites populations du canton sont les villages de Yanpu et de Neizhuang. La population est respectivement de 4 798 et 912 habitants.